# Scott Tucker (natation)
Pour les articles homonymes, voir Tucker et Scott Tucker.
Scott Tucker, né le 18 février 1976 à Birmingham (Alabama), est un nageur américain spécialiste des épreuves de nage libre.

## Palmarès

### Jeux olympiques
- Atlanta 1996
  -  Médaille d'or en 4 × 100 m nage libre (participation aux séries).
- Sydney 2000
  -  Médaille d'argent en 4 × 100 m nage libre (participation aux séries)[1].

### Championnats du monde
- Championnats du monde de natation 1998 à Perth
  -  Médaille d'or en 4 × 100 m nage libre.
- Championnats du monde de natation 2003 à Barcelone
  -  Médaille d'argent en 4 × 100 m nage libre.

### Championnats du monde en petit bassin
- Championnats du monde en petit bassin 2000 à Athènes
  -  Médaille d'or en 4 × 200 m nage libre.
  -  Médaille d'or en 4 × 100 m 4 nages.
  -  Médaille d'argent en 4 × 100 m nage libre.
  -  Médaille de bronze du 100 m nage libre.
- Championnats du monde en petit bassin 2002 à Moscou
  -  Médaille d'or en 4 × 100 m nage libre.
  -  Médaille de bronze en 4 × 200 m nage libre.

### Jeux panaméricains
- Jeux panaméricains de 1999 à Winnipeg
  -  Médaille d'or en 4 × 200 m nage libre.
  -  Médaille d'argent du 200 m nage libre.
  -  Médaille d'argent en 4 × 100 m nage libre.
  -  Médaille d'argent en 4 × 100 m 4 nages.